# سازمان عقیدتی سیاسی ارتش جمهوری اسلامی ایران
سازمان عقیدتی سیاسی ارتش سازمانی است مستقل و متمرکز در تابعیت فرماندهی کل قوا که به همراه سازمان حفاظت اطلاعات ارتش و فرماندهی ارتش یکی از سه هیئت رئیسه ارتش جمهوری اسلامی ایران است. این سازمان  از نظر نیرو انسانی و آماد و پشتیبانی تابع ستاد مشترک ارتش است؛ که «نظارت بر حفظ و اجرای موازین اسلامی، ارائه آموزش‌های عقیدتی و سیاسی، ارتقای بینش دینی و سیاسی کارکنان ارتش، انتشار نشریات، کتاب‌ها و دیگر محصولات فرهنگی و هنری و انجام کلیه وظایف روابط عمومی در ارتش» را بر عهده دارد. این نهاد در ۲۴ مهرماه ۱۳۵۸ تأسیس شد.

## تاریخچه
پس از پیروزی انقلاب اسامی در ۲۲ بهمن ۱۳۵۷ و گروهی از نیروهای مذهبی و انقلابی به همراه عده‌ای از کارکنان ارتش در ستاد مشترک جمع شدند و در محل ساختمان مستشاران نظامی آمریکا (که تنها ساختمان خالی ستاد بود) کمیته نظامی امام خمینی را تشکیل دادند. سپس حجت‌الاسلام والمسلمین غلامرضا صفایی در ستاد مشترک ارتش استقرار یافت و سید علی خامنه‌ای نیز (که در آن زمان عضو شورای انقلاب بود) طی حکمی در تاریخ ۲۳ مهرماه ۱۳۵۸ دستور ادامه کار در زمینه طرح سیاسی ایدئولوژیک در ارتش و اقدام‌های لازم برای پیاده کردن آن را صادر کرد. فردای آن روز (۲۴ مهرماه ۱۳۵۸) این طرح در شورای انقلاب مطرح و به تصویب رسید و با این حرکت، نهاد عقیدتی سیاسی در ارتش، به صورت رسمی تشکیل شد.
در پی وقوع اختلافات بنی صدر با روح الله خمینی و طرفدارانش، خمینی با صدور حکمی، غلامرضا صفایی را به عنوان رئیس اداره سیاسی ایدئولوژیک ارتش منصوب کرد و حکمی نیز خطاب به رئیس ستاد مشترک ارتش صادر کرده و تصریح کرد که سازمان سیاسی ایدئولوژیک در انتخاب خط مشی خود صرفاً تابع ولایت فقیه است و فقط از نظر انسانی و آماد و پشتیبانی تابع ستاد مشترک ارتش است.
اولین جدول سازمان اداره سیاسی ایدئولوژیک ارتش در تاریخ ۲۵ خرداد ۱۳۶۰ تصویب شد. عقیدتی سیاسی به مرور و در مدت ۳ تا ۴ سال، جدول سازمانی تمام قسمت‌ها، از ادارات تا تیم‌ها را تنظیم و ابلاغ کرد و در تاریخ ۴ مرداد ۱۳۶۲، اداره سیاسی ایدئولوژیک، به اداره عقیدتی سیاسی تغییر نام داد.
تا قبل از تصویب قانون ارتش در سال ۱۳۶۶، علاوه بر ادارات نیروهای سه‌گانه ارتش و ستاد مشترک، عقیدتی سیاسی وزارت دفاع نیز در تابعیت سازمان عقیدتی سیاسی ارتش بود و سپس با ادغام وزارتخانه‌های دفاع و سپاه در یک وزارتخانه تحت عنوان وزارت دفاع و پشتیبانی نیروهای مسلح، عقیدتی سیاسی این وزارتخانه مستقل شد.

## مأموریت و وظایف
بنابر ماده ۱۴ و ۱۵ قانون آجا، سازمان عقیدتی سیاسی، سازمانی است با سلسله مراتب مستقل و متمرکز که مسئولینش از روحانیونی که حداقل دوره سطح را به پایان رسانده و در هیچ‌یک از تشکل‌های سیاسی عضویت و فعالیت نداشته باشند، تعیین می‌گردند.
سازمان عقیدتی سیاسی ارتش مأموریت و وظایف زیر را بر عهده دارد:
- مأموریت: رشد و گسترش فرهنگ و ارزش‌های اسلامی در ارتش و وزارت دفاع و سازمان‌های وابسته به آنها بر اساس معیارها و ضوابط اسلامی و تدابیر ورهنمودها و دستورالعمل‌های مقام رهبری.
- وظایف:
- مهم ترین وظیفه سازمان عقیدتی سیاسی آجا، مطابق دستور العمل های فرماندهی کل قوا، سیاستگذاری فرامین فرمانده کل قوا در آجا، صیانت از کلیه نیروها، کارکنان و فرماندهان ارتش جمهوری اسلامی، از لحاظ مکتبی و نظارت بر آنها و همچنین کنترل و هماهنگی نیروهای ارتش در سطوح عالی است.[۶]

1. آموزش عقیدتی و سیاسی پرسنل جهت رشد مذهبی و سیاسی آنان.
2. انجام فعالیت‌های تبلیغی برای پرسنل از قبیل انتشار جزوات و نشریات، تشکیل کتابخانه‌ها و نمایشگاه‌ها و تولید برنامه‌های رادیو تلویزیونی‌ ارتش و اداره مساجد و سایر اماکن مذهبی مربوط.
3. ارائه خط مشی‌های مکتبی به مبادی ذی‌ربط در جهت انطباق سازماندهی‌ها، مقررات، آیین‌نامه‌ها و دستورالعمل‌ها با ضوابط و معیارهای‌اسلامی.
4. نظارت بر حفظ و عمل به موازین اسلامی در تمامی زمینه‌ها و اعلام موارد خلاف به مسئولین جهت رفع آنها و گزارش به فرماندهی کل درصورت لزوم.
5. بررسی و ارزیابی پرسنل از لحاظ شایستگی مکتبی جهت انتصابات، ترفیعات و مأموریت‌های خارج از کشور.
6. انجام کلیه وظایف روابط عمومی ارتش و وزارت دفاع و سازمان‌های وابسته به آنها.

تبصره - ارتش و وزارت دفاع و سازمان عقیدتی و سیاسی وابسته به آنها موظفند پشتیبانی‌های لجستیکی و پرسنلی مورد نیاز سازمان عقیدتی‌سیاسی را در چهارچوب جداول سازمان مربوط که به تصویب فرمانده کل می‌رسد، در اختیار قرار دهند.

## رؤسای سازمان
تاکنون افراد زیر ریاست سازمان عقیدتی سیاسی ارتش را عهده‌دار بوده‌اند:
- غلامرضا صفایی از ۲۲ فروردین ۱۳۶۰ تا ۱۳۷۴
- محمود قوچانی  از ۱۳۷۴ تا ۲۵ مرداد ۱۳۷۹
- سید محمود علوی از ۲۵ مرداد ۱۳۷۹ تا ۲۸ تیر ۱۳۸۸
- سید محمدعلی آل‌هاشم از ۲۸ تیر ۱۳۸۸ تا ۱۱ تیر ۱۳۹۶
- عباس محمدحسنی از ۱۱ تیر ۱۳۹۶ تا کنون